# Cápside
Capsíde ou capsídeo é o invólucro de origem proteica dos vírus que protege e facilita sua proliferação, e além de proteger o ácido nucléico (DNA ou RNA e, em alguns casos raros, os dois tipos juntos), tem a capacidade de se combinar quimicamente com substâncias presentes na superfície celular. Alguns vírus têm apenas um tipo de proteínas nos seus capsídeos, mas a maioria tem vários tipos diferentes que se associam de formas específicas, formando o capsómero.